# Тюменцева (Упоровський район)
Тюме́нцева (рос. Тюменцева) — присілок у складі Упоровського району Тюменської області, Росія.
Населення — 176 осіб (2010, 188 у 2002).
Національний склад станом на 2002 рік:
- росіяни — 96 %